# Međupodsavezna nogometna liga Brčko – Doboj – Tuzla 1961./62.
Međupodsavezna nogometna liga Brčko – Doboj – Tuzla (također i kao Međupodsavezna liga Brčko, Doboj, Tuzla) je bila liga četvrtog stupnja nogometnog prvenstva Jugoslavije u sezoni 1961./62. 
 
Sudjelovalo je ukupno 14 klubova, a prvak je bio "Napredak" iz Modriče. 

## Ljestvica
| mj. | klub              | ut.                         | pob.                        | ner.                        | por.                        | gol+                        | gol-                        | bod                         |
| --- | ----------------- | --------------------------- | --------------------------- | --------------------------- | --------------------------- | --------------------------- | --------------------------- | --------------------------- |
| 1.  | Napredak Modriča  | 25                          | 15                          | 8                           | 2                           | 50                          | 19                          | 36                          |
| 2.  | Slaven Živinice   | 25                          | 14                          | 6                           | 5                           | 64                          | 34                          | 34                          |
| 3.  | Jedinstvo Odžak   | 25                          | 13                          | 6                           | 6                           | 63                          | 37                          | 22                          |
| 4.  | Lokomotiva Brčko  | 25                          | 13                          | 2                           | 10                          | 46                          | 43                          | 28                          |
| 5.  | Proleter Tuzla    | 25                          | 12                          | 3                           | 10                          | 57                          | 38                          | 27                          |
| 6.  | Radnik Bijeljina  | 25                          | 11                          | 5                           | 9                           | 43                          | 44                          | 27                          |
| 7.  | Proleter Teslić   | 25                          | 11                          | 4                           | 10                          | 40                          | 43                          | 26                          |
| 8.  | Radnik Lipnica    | 25                          | 10                          | 5                           | 10                          | 42                          | 45                          | 25                          |
| 9.  | Zvijezda Gradačac | 25                          | 8                           | 8                           | 9                           | 40                          | 43                          | 24                          |
| 10. | Drina Zvornik     | 25                          | 9                           | 4                           | 12                          | 37                          | 54                          | 22                          |
| 11. | Hajduk Orašje     | 25                          | 8                           | 4                           | 13                          | 39                          | 44                          | 20                          |
| 12. | Interplet Brčko   | 25                          | 7                           | 3                           | 15                          | 25                          | 42                          | 17                          |
| 13. | Radnički Lukavac  | 25                          | 3                           | 5                           | 17                          | 35                          | 85                          | 11                          |
|     | Trudbenik Doboj   | odustali nakon prvog dijela | odustali nakon prvog dijela | odustali nakon prvog dijela | odustali nakon prvog dijela | odustali nakon prvog dijela | odustali nakon prvog dijela | odustali nakon prvog dijela |

## Rezultatska križaljka
| kratica | klub              | DRI | HAJ | INT | JED | LOK | NAP | PROTE | PROTU | RADČ | RADKB | RADKL | SLA | ZVI | TRU |
| --- | ----------------- | --- | --- | --- | --- | --- | --- | ----- | ----- | ---- | ----- | ----- | --- | --- | --- |
| DRI | Drina Zvornik     |     |     |     |     |     |     |       |       |      |       |       |     |     |     |
| HAJ | Hajduk Orašje     |     |     |     |     |     |     |       |       |      |       |       |     |     |     |
| INT | Interplet Brčko   |     |     |     |     |     |     |       |       |      |       |       |     |     |     |
| JED | Jedinstvo Odžak   |     |     |     |     |     |     |       |       |      |       |       |     |     |     |
| LOK | Lokomotiva Brčko  |     |     |     |     |     |     |       |       |      |       |       |     |     |     |
| NAP | Napredak Modriča  |     |     |     |     |     |     |       |       |      |       |       |     |     |     |
| PROTE | Proleter Teslić   |     |     |     |     |     |     |       |       |      |       |       |     |     |     |
| PROTU | Proleter Tuzla    |     |     |     |     |     |     |       |       |      |       |       |     |     |     |
| RADČ | Radnički Lukavac  |     |     |     |     |     |     |       |       |      |       |       |     |     |     |
| RADKB | Radnik Bijeljina  |     |     |     |     |     |     |       |       |      |       |       |     |     |     |
| RADKL | Radnik Lipnica    |     |     |     |     |     |     |       |       |      |       |       |     |     |     |
| SLA | Slaven Živinice   |     |     |     |     |     |     |       |       |      |       |       |     |     |     |
| ZVI | Zvijezda Gradačac |     |     |     |     |     |     |       |       |      |       |       |     |     |     |
| TRU | Trudbenik Doboj   |     |     |     |     |     |     |       |       |      |       |       |     |     |     |
| |                   |     |     |     |     |     |     |       |       |      |       |       |     |     |     |
| podebljan rezultat - utakmice od 1. do 13. kola (1. utakmica između klubova) rezultat normalne debljine - utakmice od 14. do 26. kola (2. utakmica između klubova) rezultat nakošen - nije vidljiv redoslijed odigravanja međusobnih utakmica iz dostupnih izvora rezultat nakošen i smanjen * - iz dostupnih izvora nije uočljiv domaćin susreta prekrižen rezultat - poništena ili brisana utakmica p - utakmica prekinuta 3:0 p.f. / 0:3 p.f. - rezultat 3:0 bez borbe n.i. - nije igrano |                   |     |     |     |     |     |     |       |       |      |       |       |     |     |     |

 Izvori: 

## Unutrašnje poveznice
- Međuzonska liga Bosne 1961./62.
- Međupodsavezna liga Banja Luka 1961./62.
- Podsavezna liga Brčko 1961./62.
- Podsavezna liga Doboj 1961./62.
- Podsavezna liga Tuzla 1961./62.